# Bridget Graham
Bridget Graham (* 13. August 1992 in Cambridge, Ontario) ist eine kanadische Schauspielerin und Model.

## Leben
Graham wurde am 13. August 1992 in Cambridge geboren. 2012 schloss sie das Dramatic Arts Program der VADA Studios ab. Im selben Jahr übernahm sie eine Rolle im Kurzfilm Skyrim: The Arrival – Prologue. Mit 20 Jahren nahm sie am Miss Canada Globe-Wettbewerb teil. Es folgten Episodenrollen in verschiedenen Fernsehserien wie Defiance, Satisfaction, The Listener – Hellhörig oder Hemlock Grove. 2015 hatte sie eine Filmrolle in Pixels inne. 2020 spielte sie die Hauptrolle der Bridget Douglas im Horrorfilm Dangerous to Know. 2022 übernahm sie mit der Rolle der Danielle eine Hauptrolle im Horrorfilm Happy FKN Sunshine.

## Filmografie (Auswahl)
- 2012: Skyrim: The Arrival – Prologue (Kurzfilm)
- 2012: Swim (Kurzfilm)
- 2013: Defiance (Fernsehserie, Episode 1x11)
- 2013: Satisfaction (Fernsehserie, Episode 1x03)
- 2014: The Listener – Hellhörig (The Listener, Fernsehserie, Episode 5x05)
- 2014: Hemlock Grove (Fernsehserie, Episode 2x04)
- 2015: Pixels
- 2015: Post-Human (Kurzfilm)
- 2016: Manhattan Undying
- 2017: Ice (Fernsehserie, Episode 1x02)
- 2018: Bathwater (Kurzfilm)
- 2020: Carv (Kurzfilm)
- 2020: A Pound of Amarillo Kush (Kurzfilm)
- 2020: Dangerous to Know
- 2022: Happy FKN Sunshine